# Fabien Fivaz
Fabien Fivaz, né le 25 février 1978 à La Chaux-de-Fonds (originaire des Montets), est une personnalité politique suisse, membre des Verts. 
Il est député du canton de Neuchâtel au Conseil national de décembre 2019 à juin 2025, puis au Conseil des États.

## Biographie
Originaire des Montets, Fabien Paul Fivaz est né le 25 février 1978. Sa mère, allemande, est enseignante de langue et son père est dessinateur en machine.
Après avoir obtenu son baccalauréat au Gymnase de La Chaux-de-Fonds en 1996, il suit des études de biologie aux universités de Neuchâtel et de Lausanne. Il décroche son diplôme en 2002, complété par un postgrade en statistiques de l'Université de Neuchâtel en 2008, qu'il suit en cours d'emploi à partir de 2005. Il travaille depuis 2006 au Centre suisse de cartographie de la faune à Neuchâtel, dans lequel il a travaillé en tant que civiliste après son école de recrues,.
Il est domicilié à La Chaux-de-Fonds, en couple, et père de deux enfants.

## Parcours politique
Fabien Fivaz décide de devenir membre des Verts en 2003, à la suite de l'élection de Christoph Blocher au Conseil fédéral.
En novembre 2005, à 25 ans, il est membre fondateur de la section neuchâteloise des Jeunes Verts. Il en est le premier coprésident avec Céline Vara. En 2006, il quitte cette coprésidence pour reprendre celle des Verts des Montagnes neuchâteloises.
De 2005 à 2009, il est conseiller général à La Chaux-de-Fonds. Il est élu député au Grand Conseil du canton de Neuchâtel de 2009 à 2019. Lors des élections cantonales de 2015, il prend la tête du groupe PopVertsSol.
Il est candidat au Conseil national en 2011 et 2015, mais ne parvient pas à sauver le siège des Verts neuchâtelois. Le 20 octobre 2019, il est élu au Conseil national. Il siège au sein de la Commission de la science, de l'éducation et de la culture (CSEC), qu'il préside de fin 2021 à fin 2023, et de la Commission de la politique de sécurité (CPS). Il est réélu en octobre 2023.
En mai 2020, il accède à la vice-présidence du groupe des Verts au Parlement.
À la suite de l'élection de Céline Vara au Conseil d'État du canton de Neuchâtel, il lui succède au Conseil des États à la session d'été 2025.

## Engagements associatifs
Il est président de StopOGM de 2010 à 2016, avant de laisser sa place à la conseillère nationale Isabelle Chevalley. Il est président du conseil de fondation de Ton sur Ton, et membre du comité directeur de la fédération suisse de cyclisme depuis mars 2021.